# Wymysłów (powiat częstochowski)
Wymysłów – osada leśna w Polsce położona w województwie śląskim, w powiecie częstochowskim, w gminie Kłomnice.